# Máday Norbert
Máday Norbert „Szi Fu” (Kiskunhalas, 1970. április 9. –) a Magyar Wing Tsun Egyesület vezetője, a Kelet-Európai Wing Tsun Szövetség vezető instruktora, valamint író és műgyűjtő. Az egyik legrégebbi és legnagyobb magyarországi kungfuiskola megalapítója és vezetője. Ő volt az első, aki 1986-ban Leung Ting Wing Tsun kungfut kezdett tanítani Magyarországon. A Si-fu (ejtsd: sifu, szifu; 師傅 vagy 師父; Pinjin: shifu, standard kantoni: si fu) 1991 óta személyes tanítványa Leung Ting Nagymesternek, a Leung Ting Wing Tsun kungfuiskola alapítójának, aki Yip Man nagymester egyik utolsó közvetlen tanítványa volt. Aktivitását sok könyv megírása, valamint számos edzőtábornak, szemináriumnak és vizsgának a megszervezése fémjelzi.

## Életrajz

### Harcművészeti tanulmányai
Wing Tsun-tanulmányait 1985-ben kezdte meg[forrás?], majd egy évvel később, 1986-ban megnyitotta első iskoláját. 1989-ben megszerezte az első instruktori fokozatát, hosszú évekkel később pedig, 2007-ben, megkapta a 8. fokozatú instruktor címet. Kecskeméten él, ahol a Magyar Wing Tsun Egyesület székhelye is található, az úgynevezett Wing Tsun Kolostorban.

### Elismerések
2006-ban kapta meg a 8. gyakorló fokozatú instruktor  rangot Leung Ting nagymestertől (a HWTO-ban ezt a fokozatot „8. mesterfokozatként” emlegetik).[forrás?] Ez a magas rang lehetővé teszi Máday Si-funak, hogy a tanítványokat tanulói és instruktori fokozatra vizsgáztassa, és hivatalos képviselőként átadja nekik a Nemzetközi Wing Tsun Szövetség, vagyis az International Wing Tsun Associaton (IWTA) diplomáját. A Leung Ting Wing Tsun pont annyira hierarchikus szervezet, amennyire a valódi kung-fu közösség mindig is volt, a magasabb rangú tanítványok iránti tisztelet illeti meg. A Si-fu személyes tanítványa Leung Ting nagymesternek; irányítása alá tartozik Lengyelország, Románia, Ukrajna, Oroszország és Litvánia is. A Magyar Wing Tsun Egyesülethez Magyarországot tekintve sok iskola tartozik. Ebből tíz Budapesten működik, különböző kerületekben. A 2003-as évben a Wing Tsun alapító nagymestere, Leung Ting hagyományos kínai ceremónia során fiává fogadta.
Prof. Leung Ting nagymester a 2012-es budapesti szemináriumot követően bejelentette, hogy a Kelet-európai Wing Tsun Szövetség vezetője, Si-Fu Máday Norbert 9. mesterfokozatra M.O.A. lépett. Kelet-Európában elsőként részesült ilyen magas kitüntetésben.[forrás?]

### Harcművész-küldetés
Máday Norbertnek és a Magyar Wing Tsun Egyesületnek a céljai az egyesület tájékoztatása szerint a következők: lehetőséget teremteni egy eredeti, ősi kínai harcművészet gyakorlására, s ezáltal fejleszteni a tanulókat fizikai és szellemi téren. Fontos továbbá az állóképesség, a kitartás, a tűrőképesség és a mozgáskoordináció terén végzett nevelési tevékenység, valamint a technikák anatómiai, fizikai és matematikai ismeretek folyamatos bővítése.[forrás?]
Az iskolájának hivatalos alapvető iránymutatása, hogy erkölcsileg önfegyelemre, egymás iránti türelemre és segítő szándékra, illetve az idősebbek és tapasztaltabbak iránti feltétlen tiszteletre neveljen; gyakorlói közössége révén otthont és „családot” adjon annak, akinek szüksége van rá, valamint helyes utat mutasson a fiatalabb generációnak szabadidejük értelmes eltöltésére.[forrás?]

### Társadalmi tevékenységek
Máday Norbert 2010-ben keltette életre a "Harcművészek a határon túliakért" nevű, minden évben megrendezésre kerülő rendezvényt, melynek célja az olyan határainkon kívül élő fiatalok és gyermekek megismertetése a harcművészetekkel, valamint a magyar történelemmel, akiknek – sajnálatos helyzetükből adódóan – lehetőségeik erősen behatároltak és korlátosak. Évről évre több mint száz gyermeknek adódik így lehetősége, hogy eljuthasson a Nemzeti Múzeumba, a Hadtörténeti Múzeumba, a Budai Várba és más, hazánk történelme szempontjából kiemelkedően fontos helyre.[forrás?]

## Kritikus vélemények
A tanítványok közül sokan kiléptek Máday sportszövetségéből, diktatórikus és anyagias irányítási módját kifogásolva.

## Egyéb munkássága, valamint könyvei
Harcművészeti tevékenységéhez hozzátartozik, hogy lefordította magyarra Leung Ting több könyvét is:
- Wing Tsun Kuen 1. (1992)[7]
- Az "öt öreg" titkos kézirata (1994)[8]
- Wing Tsun Kuen 2. (2000)[9]

Továbbá az 1848-49-es szabadságharcról írt könyveket, amelyek magánkiadásban jelentek meg:
- Fegyverrel a szabadságért (2008, Kecskemét)[10]
- Egy nemzet vívta szabadságharcát (2008, Kecskemét)[M 2][11]

- A Klapka-légió (2009, Kecskemét) – Képes gyűjtemény a Klapka-légió huszárokról[12]

Vívástörténettel kapcsolatos művei:
- Borsody László a géniusz
- Borsody László a géniusz árvái